# Anoplodactylus gibbifemoris
Anoplodactylus gibbifemoris är en havsspindelart som beskrevs av Turpaeva, Ye.P. 1991. Anoplodactylus gibbifemoris ingår i släktet Anoplodactylus och familjen Phoxichilidiidae. Inga underarter finns listade i Catalogue of Life.